# Машел, Граса
Граса Маше́л (порт. Graça Machel, в девичестве — Граса Симбине; 17 октября 1945) — политик Мозамбика и ЮАР, бывшая супруга президента Мозамбика Саморы Машела, погибшего в авиакатастрофе. С 1998 по 2013 год — супруга Нельсона Манделы, экс-президента ЮАР. Почётная Дама-Командор ордена Британской империи с 2007 года. Единственная в мировой истории женщина, бывшая первой леди двух разных государств (Мозамбика в 1975—1986 годах и ЮАР в 1998—1999 годах).

## Биография
В детстве была активисткой миссии методистов. Миссия спонсировала её обучение в Лиссабонском университете (Португалия), где она проявила исключительные способности к иностранным языкам. Изучала романские языки. Хорошо владеет, помимо португальского, также английским, испанским, итальянским, французским. Вернулась в Мозамбик в 1973 году, вступила во Фронт освобождения Мозамбика (ФРЕЛИМО).
После того, как в 1975 году Мозамбик получил независимость, президент Машел назначил её на должность министра образования и культуры (в возрасте 30 лет). В том же году она вышла за него замуж. После ухода с должности министра участвовала в подготовке отчёта ООН о влиянии вооружённых конфликтов на детей (Report on the Impact of Armed Conflict on Children).
В 1995 году получила медаль им. Нансена в знак признания её длительной гуманитарной работы, в частности, по спасению детей-беженцев. Была также награждена Премией Принца Астурийского. В июле 1998 года 52-летняя Граса вышла замуж за 80-летнего Нельсона Манделу. С 1999 года является канцлером Университета Кейптауна. С 2012 года является президентом Школы восточных и африканских исследований Лондонского университета.
5 декабря 2013 года умер Нельсон Мандела. Граса Машел участвовала в церемонии прощания, и была одной из немногих, наравне с президентом ЮАР Джейкобом Зумой, допущенных к гробу во время погребения Нельсона Манделы на кладбище в Цгуну.

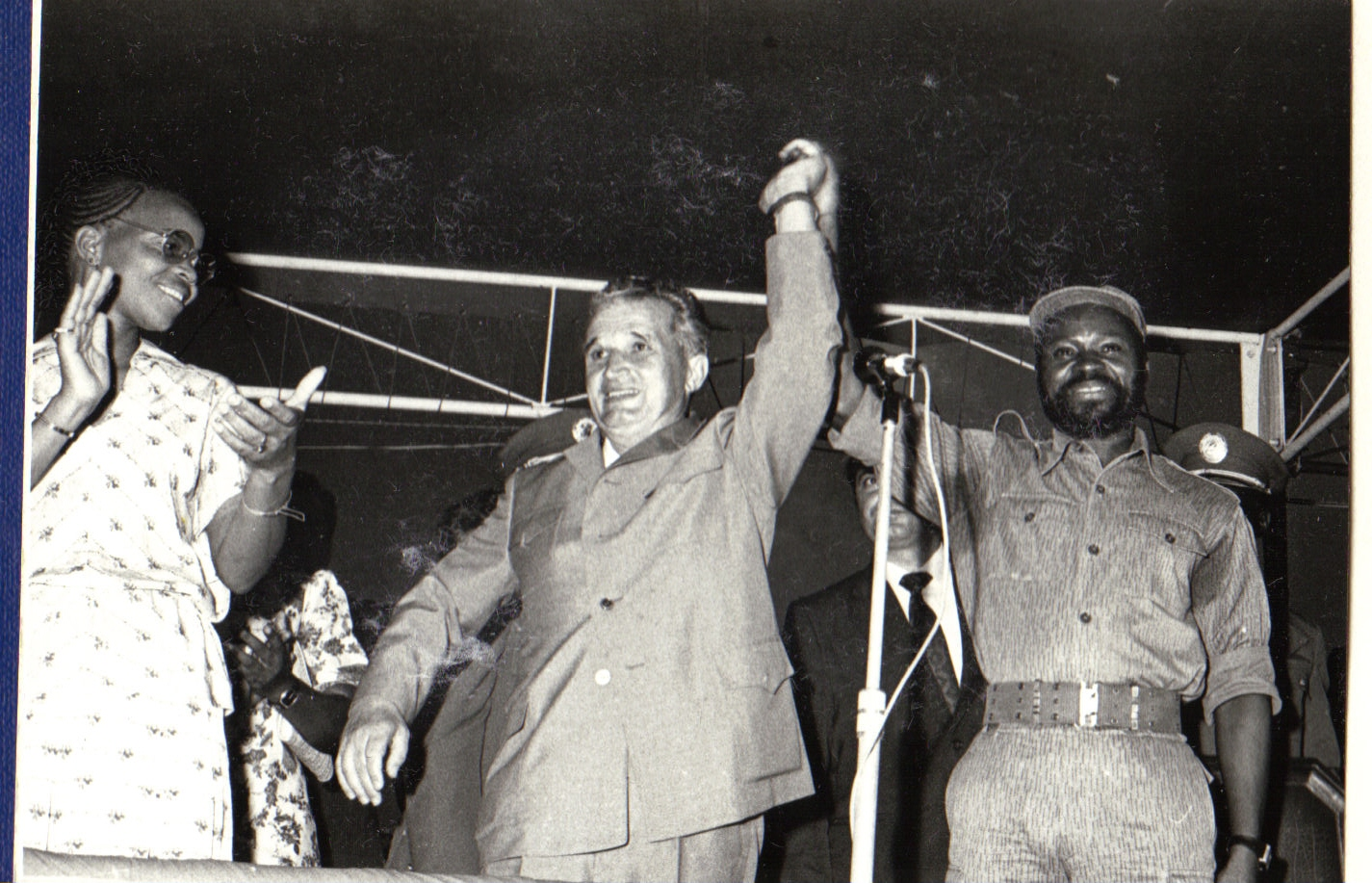
Граса Машел (слева), Николае Чаушеску, Самора Машел
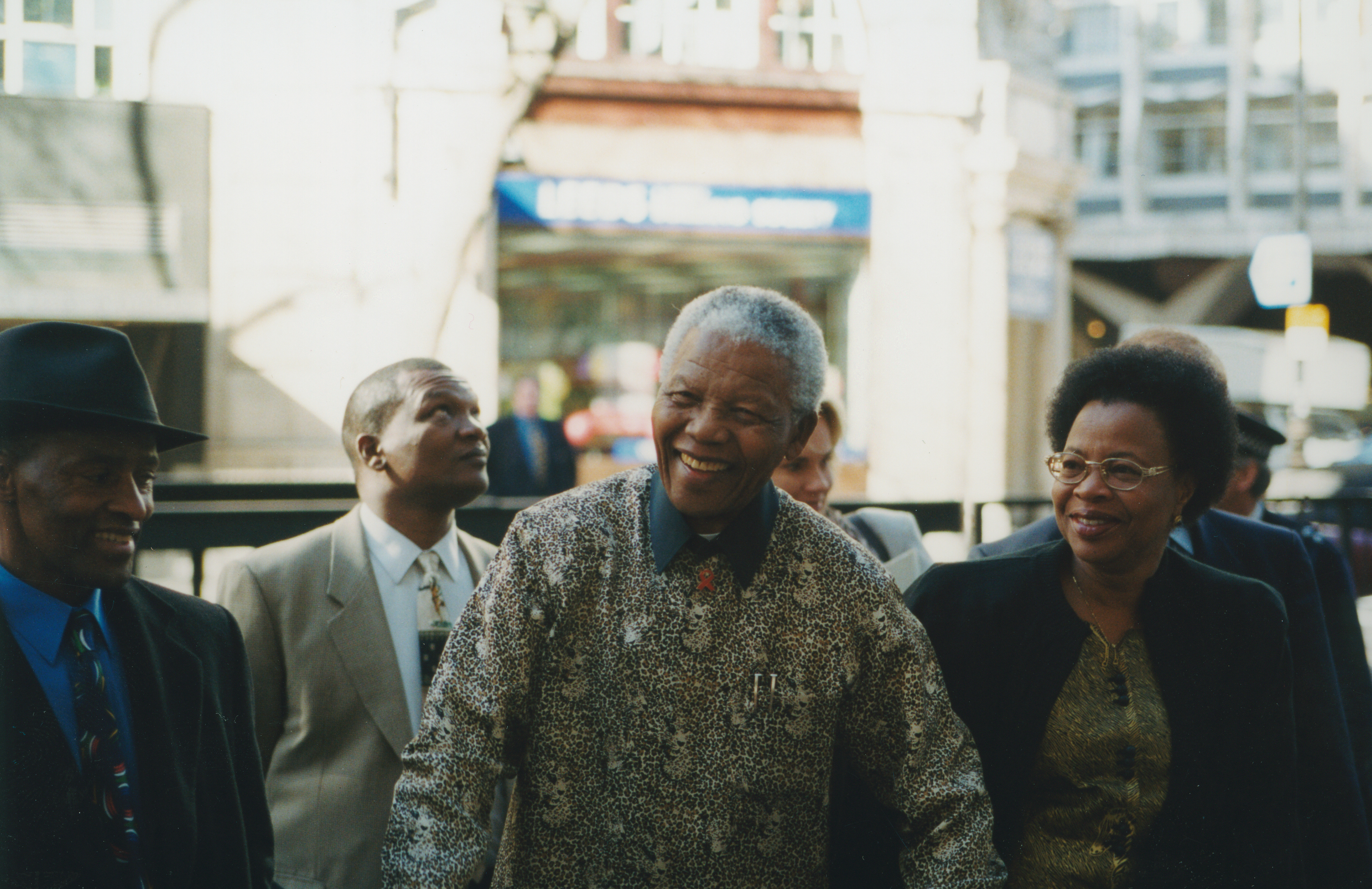
Нельсон Мандела и Граса Машел, 2000 год
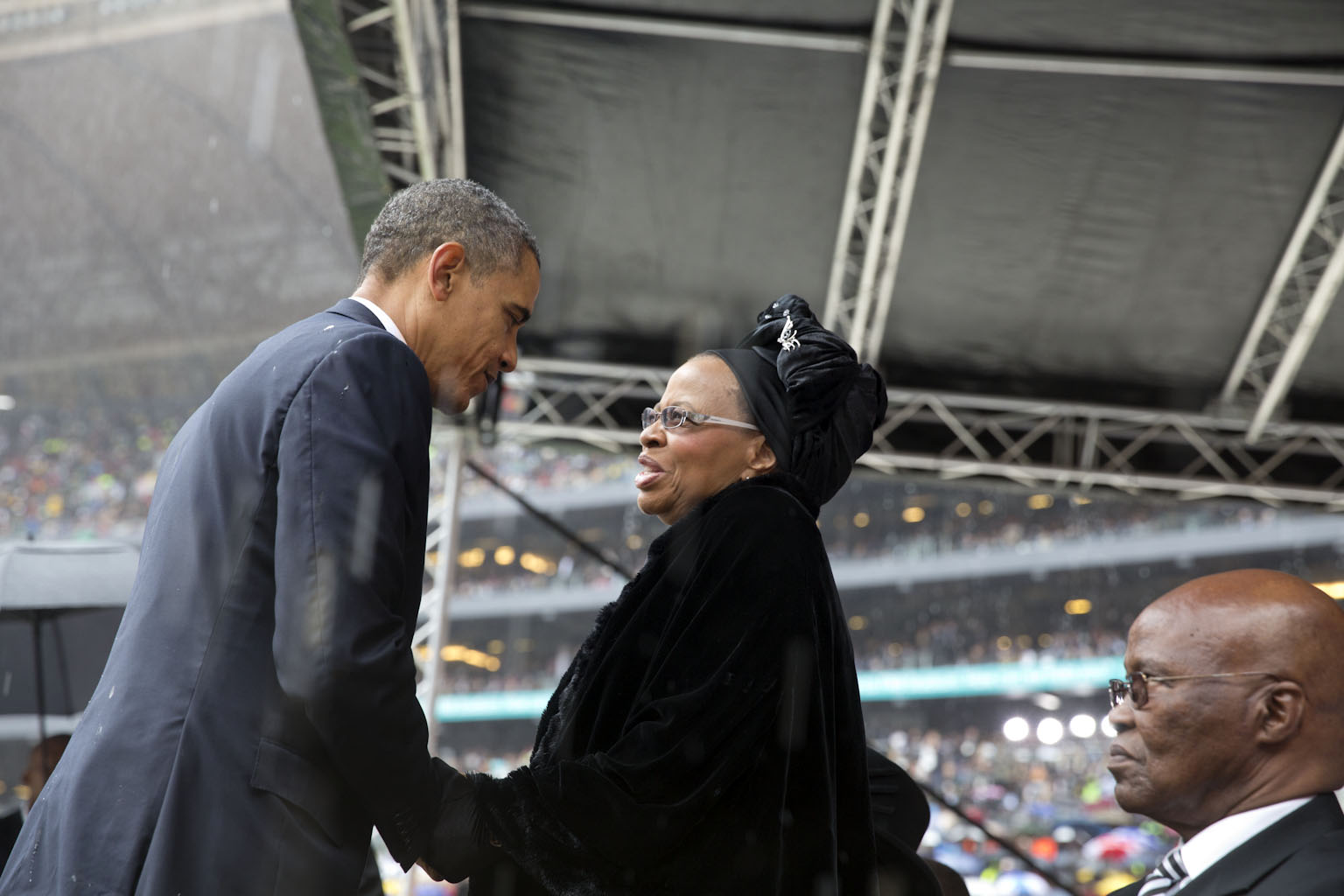
Президент США Барак Обама приносит соболезнования Грасе Машел, 2013 год